# إيرما روي
إيرما روي (بالإسبانية: Irma Roy)‏ هي سياسية وممثلة أرجنتينية، ولدت في 10 يونيو 1932 في الأرجنتين، وتوفيت بنفس المكان في 14 يونيو 2016.

## وصلات خارجية
- إيرما روي على موقع IMDb (الإنجليزية)